# Elena Kostioutchenko
Elena Guennadievna Kostioutchenko (russe : Елена Геннадьевна Костюченко; née le 25 septembre 1987 à Iaroslavl, Russie) est une journaliste russe et militante pour les droits LGBT.
Kostioutchenko est journaliste d'investigation pour le journal Novaïa Gazeta. Elle est la première journaliste à écrire sur le groupe punk Pussy Riot et sur le massacre de Janaozen en 2011. Elle a traité les manifestations à l'encontre de la construction d'une autoroute controversée à 12 voies traversant la forêt de Khimki et a dénoncé la présence de combattants russes dans la Guerre du Donbass dans l'est de l'Ukraine.
Elle a été agressée et arrêtée à plusieurs reprises en raison de ses activités journalistiques et de son activisme.

## Biographie

### Jeunesse et études
Elena Kostioutchenko est originaire de la ville de Iaroslavl, proche de Moscou. À 16 ans, elle travaillait déjà pour le journal local de sa ville natale. Elle a déclaré plus tard les raisons de ce choix : « Lorsque j'ai commencé à travailler comme journaliste, je n'avais pas de grandes aspirations... Je voulais juste acheter des bottes d'hiver à boucles ; ma famille était pauvre. J'avais le choix soit de nettoyer l'école pendant six mois, soit d'essayer d'écrire quelque chose dans le journal local. J’ai décidé d’essayer d’écrire quelque chose dans le journal local. » Elle a ensuite lu un article à propos de la Tchétchénie écrit par Anna Politkovskaïa dans Novaya Gazeta, décrit par le Guardian comme « la dernière publication majeure systématiquement critique du pouvoir du Kremlin » et comme un journal « dédié au vrai journalisme, contrairement à la télévision russe et à la plupart des autres journaux, le tout sous la coupe du [président Vladimir] Poutine.» L’article s’est avéré révélateur pour Kostioutchenko : « J’ai été choquée. J’ai réalisé que tout ce que je savais sur ce pays, sur ce qui s’y passait, était faux ».

### Carrière
Kostioutchenko a ensuite déménagé à Moscou et elle a étudié le journalisme à l'université d'État de Moscou. À 17 ans, elle a été engagée comme stagiaire à Novaya Gazeta. Elle est ensuite devenue membre à part entière du personnel et a été la plus jeune rédactrice du journal. Politkovskaïa est assassinée en octobre 2006 et Kostioutchenko déclaré deux ans et demi plus tard : « J'ai réalisé que je ne lui avais jamais dit qu'elle était mon idole. » Elle déclare que depuis, elle félicite tous ses collègues, car « vous venez au travail, voyez vos collègues et pensez : "Qui est le prochain ?" ».
Kostioutchenko est battue et hospitalisée lors de la Gay pride de 2011,.
Kostioutchenko est la première journaliste à briser le blocus de l'information autour de la ville de Janaozen lors du massacre de Janaozen en décembre 2011.
Elle est interviewée pour l'émission TV Rain « Les Trois Dzyadko », le 24 janvier 2013, par Filipp et Tikhon Dzyadko la veille de l'adoption par la Douma de la première lecture de la loi interdisant la promotion de l'homosexualité. Kostioutchenko évoque la « Journée des baisers » à laquelle elle avait participé plus tôt dans la semaine. L'action consistait « simplement à se rendre à la Douma avec un groupe hétérogène de personnes, homosexuelles, hétérosexuelles, en couples, célibataires et, pour ceux qui en ont, des proches. Si une personne n’avait personne à embrasser, elle se contentait d'enlacer celui ou celle qui se tenait à côté d’elle. Le résultat a été des violences de la part de militants orthodoxes russes et d’autres personnes contre les participants : « Deux de mes amis ont eu le nez cassé », a-t-elle déclaré, « et ils ont battu ma petite amie ». Interrogée sur la manifestation, elle a déclaré que « faire quelque chose est toujours mieux que de rester chez soi et d’attendre que les députés de la Douma vous déclarent citoyen de seconde zone ». Elle a souligné que « je ne suis pas le centre du militantisme LGBT en Russie. En fait, je ne fais pas beaucoup d'activisme : j'ai beaucoup d'autres travaux. C'est juste que je me suis concentré sur ce sujet la semaine dernière, car je sais que ma vie en sera gravement affectée pendant longtemps, tout comme celle de millions de gays et de lesbiennes en Russie.» 
En mai 2013, Elena Kostioutchenko est arrêtée pour avoir pris part à la Gay pride à Moscou.
En septembre 2013, Kostioutchenko menace sur Twitter d'aller à l'encontre des politiciens russes qui avaient voté pour un projet de loi afin de mettre en relation l’homosexualité à l’alcoolisme et à la toxicomanie et qui permettrait de retirer les enfants de parents homosexuels. Elle déclare que c'est un avertissement, en affirmant qu' « ils veulent détruire nos vies, et nous les détruirons. » Elle déclare que révéler publiquement les activités homosexuelles privées des députés russes était une « bombe nucléaire » qui ne devrait être utilisée qu'en « dernier recours ». Étant donné le projet de loi proposé qui retirerait les enfants des foyers des parents gays et lesbiens, elle a déclaré que « ce moment [était] venu ». Elle a promis de publier un rapport sur les membres de la Douma le jour de la première lecture du projet de loi.
En février de l'année 2014, Elena Kostioutchenko fait partie des dix activistes LGBT arrêtés lors d'une manifestation sur la Place Rouge à Moscou. Durant la cérémonie d'ouverture des Jeux olympiques de Sotchi, ils chantent l'hymne national russe en arborant un drapeau arc-en-ciel, emblème du mouvement LGBT. Après sa libération, Kostioutchenko déclare qu'elle soupçonnait que la policed'avoir mis son téléphone sur écoute et d'avoir été au courant de la manifestation. Elle avait pris des précautions en modifiant le lieu de rendez-vous une demi-heure avant la manifestation.
En juin 2014, Kostioutchenko dénonce les efforts des autorités russes pour dissimuler le retour des corps de miliciens russes en Russie après avoir été tués au combat à l'aéroport de Donetsk en Ukraine. Un reportage de novembre 2014 de Radio Free Europe/Radio Liberty décrit le groupe de soutien Children-404 (« Deti-404 » en russe) sur le site de réseau social russe Vkontakte, qui « vise à fournir un espace virtuel sûr » aux adolescents LGBT. Le reportage cite Kostioutchenko qui qualifie le projet de « meilleur et le plus humaniste des projets travaillant actuellement pour la communauté LGBT de Russie », car en vertu de la nouvelle loi russe interdisant la « propagande » pro-gay, « la partie la plus vulnérable de la société sont les adolescents LGBT ». Elle ajoute : « Selon cette loi, les adolescents LGBT n’existent pas. »
En 2023, Kostioutchenko publie un essai révélant qu'elle soupçonne d'avoir été empoisonnée par l'État russe en 2022, en raison de sa couverture de l'invasion russe de l'Ukraine.
En octobre 2023, son livre I Love Russia: Reporting from a Lost Country est publié en anglais, puis dans d'autres langues. Il reçoit plusieurs prix, dont celui du meilleur livre de l'année par le New Yorker et Time, et a été nommé choix des éditeurs du New York Times Book Review.

## Opinions sur le journalisme
Kostioutchenko déclare que « si nous pouvons dire que le nouveau journalisme social a un but, ce but est de donner la parole à chacun ». Elle déclare également que les Russes « ne savent absolument pas ce qui se passe dans notre pays… parce que la presse régionale a été presque entièrement détruite par les autorités locales, nous ne savons rien de ce qui se passe dans les régions ». En outre, elle se plaint du peu de reportages TV réalistes sur les événements qui se déroulent en province. Seul Internet, a-t-elle ajouté, fournit un certain degré de reportage régional précieux.

## Honneurs et récompenses
En mai 2013, elle était l'une des sept personnes à remporter le prix « Liberté » pour son reportage sur les manifestations de Janaozen.
Elle a remporté le prix Fritt Ord (Free Word) 2013 en Norvège.
Kostioutchenko est conférencière au Forum de la liberté d'Oslo en 2015.